# Henricus van der Heijden

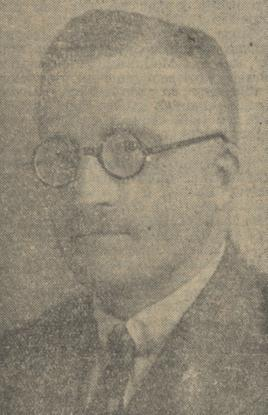
H. van der Heijden (ca. 1935)

Henricus van der Heijden (Schaijk, 16 juni 1886 – 3 juli 1973) was een Nederlands politicus. 
Hij werd geboren als zoon van Petrus Johannes van der Heijden (1849-1929) en Maria Anna Magdalena van Bergen (1856-1936). Hij volgde in 1915 zijn vader op als gemeentesecretaris van Schaijk en werd daar in 1935 benoemd tot burgemeester. Daarnaast werd hij begin 1936 waarnemend burgemeester van Reek. Die gemeente ging in 1942 op in de gemeente Schaijk. Van der Heijden ging midden 1951 met pensioen en in 1973 overleed hij op 87-jarige leeftijd. 